# 豊島町 (田原市)
豊島町（としまちょう）は、愛知県田原市の地名。44の小字が設置されている。

## 地理
旧田原町東部に位置する。東は谷熊町、西は神戸町、南は六連町に接する。

### 字一覧
字名は以下の通りである。
| - 安原（あばら） - 安原崎（あばらざき） - 岩ノ根（いわのね） - 上ノ山（うえのやま） - 梅硲（うめは） - 榎沢（えのきざわ） - 大池（おおいけ） - 大田（おおた） - 奥谷（おくや） - 釜鋳硲（かまいは） - 神垣（かみがき） - 神田（かみだ） - 川西（かわにし） - 川東（かわひがし） - 北新切（きたしんきり） - 黒下（くろした） - 傾城（けいせい） - 今田（こんだ） - 城下新田（しろしたしんでん） - 清吾（せいご） - 背戸田（せどだ） - 惣作（そうさく） | - 高畑（たかはた） - 天白（てんぱく） - 当新田（とうしんでん） - 豊南（となみ） - 豊丘（とよおか） - 豊中（とよなか） - 中島（なかじま） - 仲田（なかだ） - 中坪（なかつぼ） - 七曲（ななまがり） - 西新田（にししんでん） - 西島（にしじま） - 西屋敷（にしやしき） - 花水（はなみず） - 東屋敷（ひがしやしき） - 堀川（ほりかわ） - 前田（まえだ） - 道南（みちみなみ） - 薬師（やくし） - 谷差道（やさしどう） - 山村（やまむら） - 龍蔵（りゅうぞう） |

## 歴史

### 地名の由来
豊かな土地となるように祈りを込めた命名であるという。

### 沿革
- 1878年（明治11年） - 藩政村の今田村および院内村により、渥美郡豊島村として成立[7]。
- 1889年（明治22年） - 合併に伴い、相川村大字豊島となる[7]。
- 1906年（明治39年） - 合併に伴い、田原町大字豊島となる[7]。
- 2003年（平成15年） - 市制施行により、田原市豊島町となる。
- 2008年（平成20年） - 豊島町から御殿山が分離[8]。

## 世帯数と人口
2015年（平成27年）10月1日現在の世帯数と人口は以下の通りである。
| 町丁   | 世帯数  | 人口    |
| ------ | ------- | ------- |
| 豊島町 | 610世帯 | 1,875人 |

### 人口の変遷
国勢調査による人口の推移
| 2005年（平成17年） | 1,842人 | [ 9 ]  |  |
| 2010年（平成22年） | 1,885人 | [ 10 ] |  |
| 2015年（平成27年） | 1,875人 | [ 2 ]  |  |

## 学区
市立小・中学校に通う場合、学区は以下の通りとなる。また、公立高等学校に通う場合の学区は以下の通りとなる。
| 番・番地等 | 小学校                 | 中学校             | 高等学校 |
| ---------- | ---------------------- | ------------------ | -------- |
| 全域       | 田原市立田原東部小学校 | 田原市立東部中学校 | 三河学区 |

## 交通
- 国道259号（田原街道）[5]
- 豊橋鉄道渥美線 豊島駅

## 施設
- 田原市立田原東部小学校[5]
- 東部コミュニティセンター[5]
- 八柱神社[5]

字奥谷に鎮座する旧指定村社。天忍穂耳命・田心姫命・湍津姫命・天津彦根命・活津彦根命・熊野大隅命・市杵島姫命・天穂日命・天照皇大神・天満天神の10柱を祀る。社名が八柱なのに10柱を祀るのは、1913年（大正2年）6月25日に神明社（天照皇大神）および字釜鋳硲の天満社（天満天神）を合祀したことによる。
- 曹洞宗光福寺[5]
- 玉宝寺[5]

## その他

### 日本郵便
- 郵便番号 : 441-3417[3]（集配局：田原郵便局[14]）。